# Wesleyan Egyetem (Ohio)
Az Ohiói Wesleyan Egyetem (angolul Ohio Wesleyan University) amerikai magánegyetem az Ohio állambeli Delaware-ben. Tagja az állam legjobb egyetemeit magába foglaló Ohio Five-nak.

## Külső hivatkozások
- Hivatalos honlap (angolul)
- Ohio Wesleyan University Libraries (angolul)
- Ohio Wesleyan University Transcript (angolul)
- Ohio Wesleyan University Athletics (angolul)